# Teflon Don
Teflon Don är det fjärde studioalbumet från den amerikanska rapparen Rick Ross, utgivet 20 juli 2010 på Maybach Music Group och Def Jam Recordings. Produceringen till låtarna på albumet gjordes mellan 2009 och 2010, av ett flertal olika producenter, inkluderat Clark Kent, No I.D., The Olympicks, J.U.S.T.I.C.E. League, Lex Luger, Danja, The Inkredibles, The Remedy, samt Kanye West.
Albumet nådde vid sin första vecka plats 2 på Billboard 200, med 176,300 kopior sålda. Albumet nådde även viss internationell framgång. Tre singlar från albumet släpptes, med moderat framgång på Billboard. Albumet fick vid sin utgivning generellt sett bra omdömen, från de flesta av de musikkritiker som recenserade albumet.

## Singlar
Följande låtar från albumet släpptes som singlar:
- "Super High" Utgiven: 4 maj 2010
- "B.M.F. (Blowin' Money Fast)" Utgiven: 29 juni 2010
- "Live Fast, Die Young" Utgiven: 13 juli 2010
- "Aston Martin Music" Utgiven: 5 oktober 2010

## Låtlista
1. "I'm Not a Star" (Producent: J.U.S.T.I.C.E. League) 3:00
2. "Free Mason" (feat. Jay-Z & John Legend) (Producent: The Inkredibles) 4:07
3. "Tears of Joy" (feat. Cee Lo Green) (Producent: No I.D.) 5:33
4. "Maybach Music III" (feat. T.I., Jadakiss & Erykah Badu) (Producent: J.U.S.T.I.C.E. League) 4:26
5. "Live Fast, Die Young" (feat. Kanye West) (Producent: Kanye West, No I.D.) 6:13
6. "Super High" (feat. Ne-Yo) (Producent: Clark Kent, The Remedy) 3:46
7. "No. 1" (feat. Trey Songz & Diddy) (Producent: Danja) 3:54
8. "MC Hammer" (feat. Gucci Mane) (Producent: Lex Luger) 4:59
9. "B.M.F. (Blowin' Money Fast)" (feat. Styles P) (Producent: Lex Luger) 4:10
10. "Aston Martin Music" (feat. Drake & Chrisette Michele) (Producent: J.U.S.T.I.C.E. League) 4:30
11. "All the Money in the World" (feat. Raphael Saadiq) (Producent: The Olympicks) 4:40